# Il grande libro dei misteri irrisolti
Il grande libro dei misteri irrisolti è un libro di Colin e Damon Wilson. Questo libro tratta i più grandi misteri irrisolti dell'umanità, esponendo tutte le ipotesi proposte per la spiegazione di questi fenomeni e raccontando brevemente la loro storia. È un libro di 672 pagine. Nato dall'unione di due saggi: An Enciclopedia of Unsolved Mysteries e Unsolved Mysteries Past and Present.

## Capitoli
1. Atlantide
2. Omero e la caduta di Troia
3. Il poltergeist
4. Re Artù e Merlino
5. La Sindone di Torino
6. Robin Hood è veramente esistito?
7. Giovanna d'Arco ha fatto ritorno dall'aldilà?
8. Chi era, in realtà, Shakespeare?
9. Esistono i vampiri?
10. Il diamante Hope
11. Joan Norkot
12. La maschera di ferro
13. I miracoli di Saint-Médard
14. Il mostro di Loch Ness
15. Junius
16. Saint-Germain, l'immortale
17. La cripta delle Barbados
18. Kaspar Hauser
19. Fedor Kuzmich
20. Vortici
21. La misteriosa morte di Mary Rogers
22. I mostri del mare
23. Le impronte del diavolo
24. Il mistero di Mary Celeste
25. Il Libro di Oera Linda
26. Il mistero di Glozel
27. Il "popolo del segreto"
28. Rennes-le-Château
29. Jack lo squartatore
30. L'Uomo Grigio del Ben MacDhui
31. Fate
32. Il mistero di Eilean More
33. L'anello mancante
34. La grande esplosione di Tunguska
35. Il manoscritto più misterioso del mondo
36. Patience Worth
37. Chi era Harry Whitecliffe?
38. La psicometria
39. La maledizione dei faraoni
40. La possessione spiritica
41. Bigfoot
42. Il teschio del destino
43. Fulcanelli e il mistero alchemico
44. Agatha Christie
45. Il tempo "fuori tempo"
46. I Dogon e gli antichi astronauti
47. Gli zombie
48. I corpi decapitati di Cleveland
49. L'enigma dei gemelli identici
50. Glenn Miller
51. Il Triangolo delle Bermuda
52. La cometa di Velikovsky
53. UFO: oggetti volanti non identificati
54. Sincronicità o "pura coincidenza"?
55. La combustione umana spontanea
56. I re del mare del 6000 a.C.
57. Dov'è Monna Lisa?
58. Il gruppo terroristico Baaden-Meinhof
59. Il delitto Basa
60. I cerchi nel grano
61. Philip K. Dick era posseduto da un angelo?
62. Rudolf Hess
63. Il mistero dell'ipnosi